# (14121) Stüwe
14121 Stuwe (1998 QM54) – planetoida z pasa głównego asteroid okrążająca Słońce w ciągu 3,33 lat w średniej odległości 2,23 j.a. Odkryta 27 sierpnia 1998 roku.